# Pieczareczka cielista

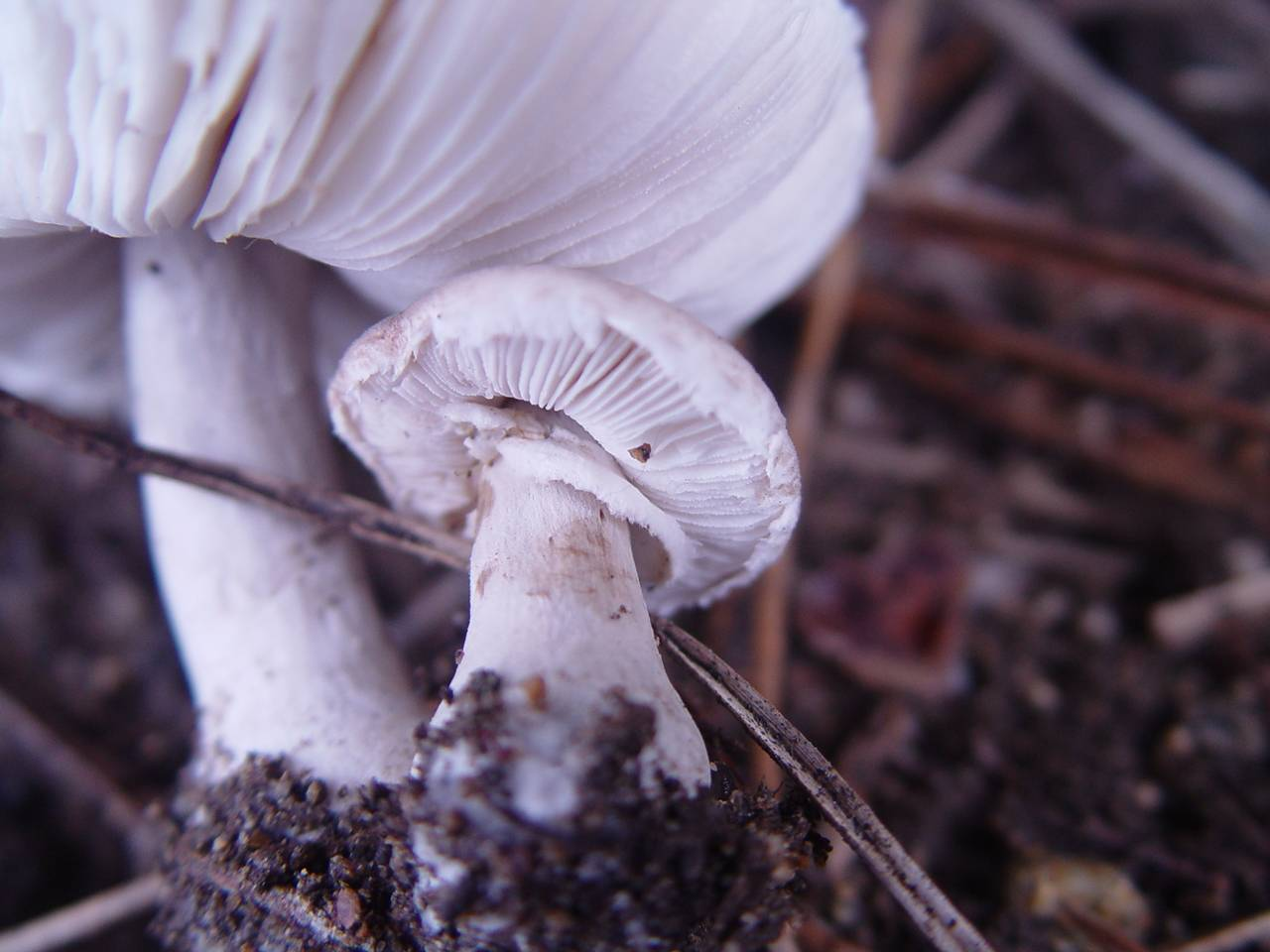

Pieczareczka cielista (Leucoagaricus carneifolius (Gillet) Wasser) – gatunek grzybów z rodziny pieczarkowatych (Agaricaceae).

## Systematyka i nazewnictwo
Pozycja w klasyfikacji według Index Fungorum:  Leucoagaricus, Agaricaceae, Agaricales, Agaricomycetidae, Agaricomycetes, Agaricomycotina, Basidiomycota, Fungi.
Po raz pierwszy takson ten opisał w roku 1874 Claude-Casimir Gillet, nadając mu nazwę Lepiota carneifolia. Obecną, uznaną przez Index Fungorum nazwę nadał mu w roku 1977 Solomon Pavlovich Wasser. Niektóre inne synonimy:
- Leucoagaricus densifolius (Gillet) Babos 1982
- Leucoagaricus leucothites var. carneifolius (Gillet) Vellinga 2001
- Leucocoprinus carneifolius (Gillet) Locq. 1945

Polską nazwę zarekomendowała Komisja ds. Polskiego Nazewnictwa Grzybów przy Polskim Towarzystwie Mykologicznym w 2024 r.

## Morfologia
Owocnik
Kapelusz o średnicy 6–12 cm, początkowo dzwonkowaty, następnie płaskowypukły, brązowoszarawy. Blaszki kremowe lub różowe. Trzon o wysokości 9–13 cm i średnicy 1–2,5 cm, węższy u szczytu, włóknisty, u niektórych okazów staje się żółty po dotknięciu. W środkowej części ma dobrze rozwinięty pierścień.
Cechy mikroskopowe
Bazydiospory 7,5 × 9,6 × 5,1–6,3 µm, średnio 8,6 × 5,7 µm, Q = 1,3–1,7, elipsoidalne, niektóre nieznacznie migdałowate, dekstrynoidalne, zmieniające barwę w czerwieni Kongo. Podstawki 4-zarodnikowe, 15–40 × 5–15 µm. Pleurocystyd brak, cheilocystydy 25–40 × 10–15 μm, cylindryczne, wąsko maczugowate, niektóre z główkowatym wierzchołkiem. Skórka kapelusza zbudowana ze strzępek cylindrycznych, zawierających brązowy pigment, z krótkimi elementami końcowymi, zwykle o wymiarach 68 × 9–15 µm.

## Występowanie
Znane jest występowanie pieczareczki cielistej w Europie, Ameryce Północnej i Azji. W Polsce gatunek ten był nieznany, brak go w wykazie wszystkich grzybów wielkoowocnikowych W. Wojewody z 2003 r. Po raz pierwszy jego występowanie w Polsce podali B. Gierczyk i T. Ślusarczyk w 2020 r. Jego stanowiska podaje także internetowy atlas grzybów, znajduje się w nim na liście gatunków zagrożonych i wartych objęcia ochroną.
Naziemny grzyb saprotroficzny.